# Schwimmclub Innsbruck
Der Schwimmclub Innsbruck, kurz SCIBK, ist ein österreichischer Wassersportverein aus Innsbruck in Tirol. Der Verein wurde 1933 gegründet und bietet Schwimmen, Wasserspringen, Synchronschwimmen und viele andere Wassersportarten an. Seine Vereinsfarben sind weiß und rot.

## Geschichte
Der Verein wurde am 25. Juli 1933 neben dem Tiroler Wassersportverein als zweiter Schwimmverein in Innsbruck als Schwimmclub Innsbruck oder SC Strich, wie er von Mitgliedern wegen seines Wappens genannt wird, gegründet. Einige Sportler, wie Toni Lanzinger, Albert und Karl Stemberger und Mizzi Steden, gingen zum Schwimmclub Innsbruck. Am 31. Jänner 1936 stellte Albert Stemberger in Schmetterling einen neuen österreichischen Rekord auf. Grete Ittlinger, Teilnehmerin an den olympischen Spielen 1936, wechselte nach Kriegsende zum Schwimmclub Innsbruck und wurde 1947 österreichische Staatsmeisterin in 100 m Kraul. Das Hallenbad in der Amraserstraße wurde 1948 wiedereröffnet. Weitere Staatsmeister waren Christl Kofler von 1947 bis 1951 über 200 m Brust, 1952 Günther Pajekt über 200 m und 1966 Hannes Auffinger über 100 m Kraul.
Heute kümmert sich der Verein um den Tiroler Schwimmnachwuchs im Rahmen seiner Schwimmschule.
Obmann
- 1933–1946: Anton Lanzinger
- 1946–2001: Walter Pallua
- 2001–2006: Günther Fritz
- 2006–heute: Stefan Opatril

Wasserball
In den Chroniken wurde die Wasserballmannschaft erstmals 1952 von einem Spiel gegen den Tiroler Wassersportverein erwähnt, in dem sie am 9. August mit 5:1 gegen den Rivalen gewann. Ab 1955 bis in den 1970er Jahren spielte das Team in der Österreichischen Staatsliga gegen Teams aus Linz (LSK, ASK Linz), Wien (Schwimm-Union, SC Diana), Graz (Union Graz, Grazer AK), Wiener Neustadt und Kapfenberg. Durch die hohen Anreisekosten verzichtete der Sektion freiwillig auf die Teilnahme der Staatsliga A und spielte in der 1961 geschaffenen Staatsliga B. 1969 belegte die Sektion den 5. Platz vor Linzer ASK, USC Graz und den Wiener Neustädtern in der österreichischen Staatsmeisterschaft, 1970 den 4. Platz. Am 3. Dezember 1970 besiegten die Strichler die Wasserballer vom Tiroler Wassersportverein mit 9:4.